# Sphaerochthonius ovatus
Sphaerochthonius ovatus är en kvalsterart som beskrevs av Sergienko 1991. Sphaerochthonius ovatus ingår i släktet Sphaerochthonius och familjen Sphaerochthoniidae. Inga underarter finns listade i Catalogue of Life.